# HMS Effingham (1925)
HMS Effingham – brytyjski ciężki krążownik typu Hawkins. Przebudowany w latach 1937–1938 na lekki krążownik w wyniku traktatu londyńskiego. Wziął udział w kampanii norweskiej (1940). Uszkodzony w wyniku kolizji z podwodną skałą 18 maja 1940 roku, zatopiony torpedą z niszczyciela HMS „Echo” niedaleko Bodø. 